# オゼッラ・FA1L
オゼッラ・FA1L (Osella FA1L) は、オゼッラ・スクアドラ・コルセが1988年のF1世界選手権に投入したフォーミュラ1カー。デザイナーはアントニオ・トマイーニ。FA1Lはターボエンジンを搭載したオゼッラの最後の車両。ドライバーは前年コローニからデビューしたニコラ・ラリーニ。決勝レース最高成績は9位。

## 開発
FA1Lのエンジンは、実際には1983年にデビューしたV型8気筒1497ccのアルファロメオ 890Tで、オゼッラはこのターボエンジンを1984年から継続して使用していた。5シーズン使用してポイント獲得は1984年ダラスGPでピエルカルロ・ギンザーニが挙げた2ポイントのみであった。車両とエンジンが共に信頼性に欠けていることは明らかであり、アルファロメオの親会社フィアットはエンジンサポートからの撤退を決定した。チームがエンジンを継続して使用する許可は下りたが、アルファロメオではなくオゼッラの名前で使用することとなり、エンジン名は「オゼッラ・890T」と呼ばれることとなった。
1988年シーズンは小さなイタリアチームの惨めな失敗として見ることができる。890Tは1988年シーズンにおける最もパワフルなエンジンで、700 bhp (522 kW; 710 PS)をたたき出した。これはホンダ（RA168E）やフェラーリのV6ターボエンジンより50馬力上回っていた。シーズン始めのモンツァ・サーキットにおけるテストでラリーニはストレートスピードの伸びを評価し、ラップタイムが励みになるとしていた。しかし、車重が重すぎ（560 kg (1,230 lb)）、過剰なドラッグがトップスピードを低下させ、ダウンフォースの不足がコーナリングスピードの低下に影響を及ぼしていた。加えてV8ターボエンジンは燃料消費の多さとスロットルレスポンスの悪さ（いわゆるターボラグ）に苦しめられた。実際FA1L（「FAIL」の渾名が付けられた）はパワーで100 bhp (75 kW; 101 PS)程度劣る自然吸気V8エンジン車に後れを取っていた。自然吸気車はトップスピードでは劣るものの、ターボラグに苦しめられることはなく良好なスロットルレスポンスと高いコーナーリングスピードでターボ勢と勝負ができたシーズンであった。

## レース戦績

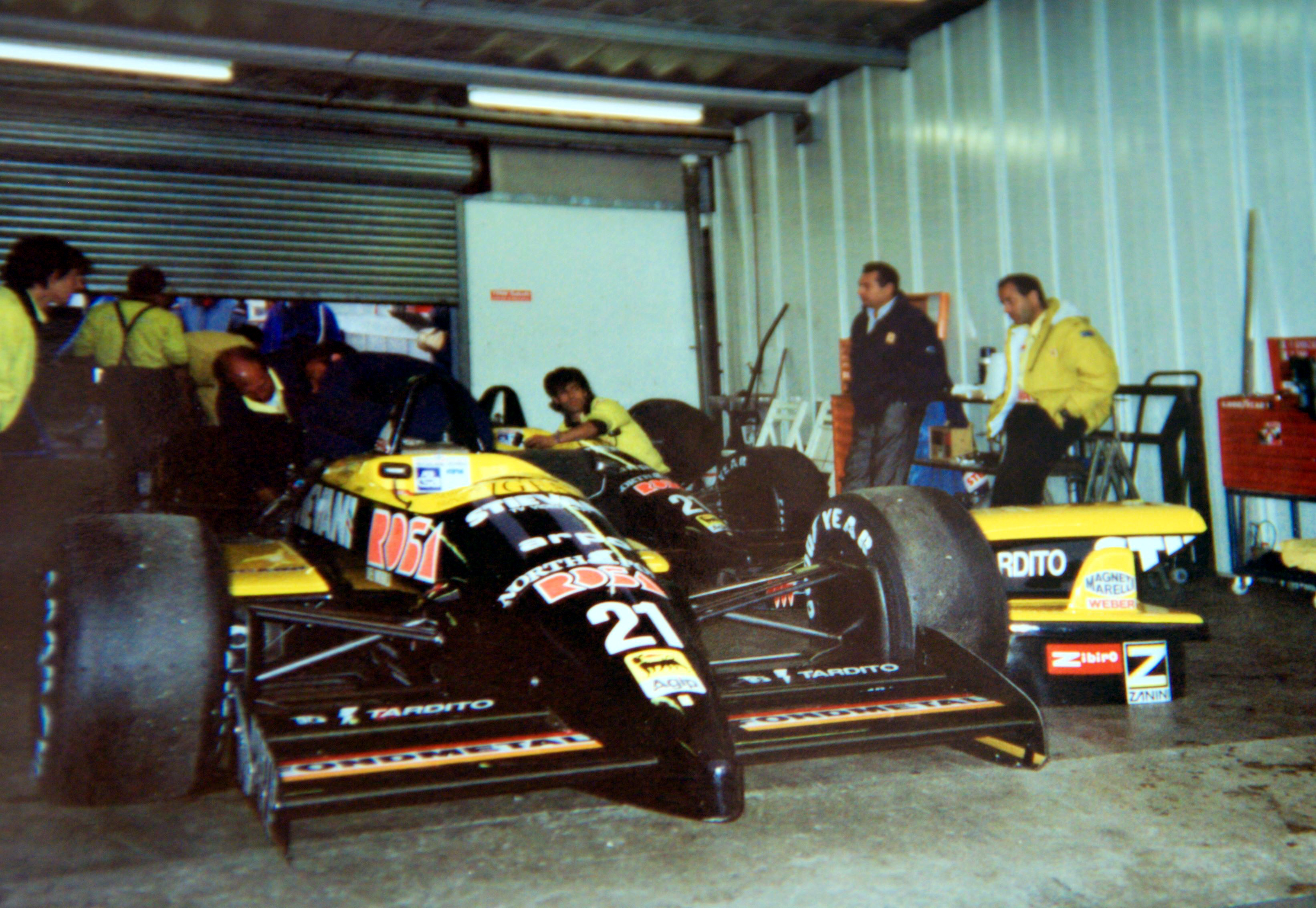
FA1L、1988年イギリスグランプリ

1988年開幕戦ブラジルGPでFA1Iを使用した後、FA1Lは第2戦サンマリノGPに投入された。しかし同年から安全性向上のために変更されたフットボックス・レギュレーション（ドライバーの脚が前輪車軸より後方になければならない）に合致しなかったため、またエンジンマウントポイントを違法に変更していたということで失格となった。続くモナコGPでは予選を25位で通過、決勝では優勝したアラン・プロストのマクラーレン・ホンダから3週遅れの9位となったが、これはシーズンでの最高位であった。
同年のオゼッラの苦闘を象徴する例として、第4戦メキシコGPでは、標高3000mの薄い空気の下でターボ車は自然吸気車に対して20から25%のアドバンテージを持っていたが、オゼッラはその利点を生かせずに予選タイム1分24秒405で28位となり予選落ちに終わった。オゼッラの890Tターボエンジンは700馬力を発揮したが、ベネトンの使用するフォードDFRは560から590馬力しか発生していなかった。しかしベネトンはオゼッラより3.7秒速いラップタイム（1分20秒7）を記録していた。FA1Lはメキシコで予選落ちした唯一のターボ車であった。
ラリーニは1988年シーズン、3回しか完走できなかった。モナコGPでの9位の他、イギリスGPで19位、ポルトガルGPで12位であった。雨のレースとなったイギリスGPでは、全65周の内60周まで周回したところで燃料切れとなったが、完走扱いとなった。前半8戦でポイントを獲得できなかったことで、オゼッラは予備予選への参加を強いられることとなった。ハンガリーGPとオーストラリアGPではその予備予選も通過できなかった。FA1Lの予選最高位は第14戦スペインGPで記録した14位で、ポールポジションを獲得したアイルトン・セナのマクラーレン・ホンダから2.945秒遅れであった。これはターボマシンの得意とする高速コースではなく、ドライバーのラリーニがテクニカルコースであるヘレス・サーキットで奮闘した結果であった。
ラリーニがドライブしたFA1Lの年間平均タイムは、ポールタイムから5.8秒遅れであった。
FA1Lは1989年にはFA1Mに代わられた。1988年をもってレギュレーションによりターボエンジンが廃止となり、FA1Mは自然吸気のフォード-コスワース DFRを搭載した。

## F1における全成績
(key) （太字はポールポジション）
| 年     | チーム                       | エンジン            | タイヤ | No. | ドライバー       | 1   | 2   | 3   | 4   | 5   | 6   | 7   | 8   | 9   | 10   | 11  | 12  | 13  | 14  | 15  | 16   | ポイント | 順位 |
| ------ | ---------------------------- | ------------------- | ------ | --- | ---------------- | --- | --- | --- | --- | --- | --- | --- | --- | --- | ---- | --- | --- | --- | --- | --- | ---- | -------- | ---- |
| 1988年 | オゼッラ・スクアドラ・コルセ | オゼッラ 890T V8 tc | G      |     |                  | BRA | SMR | MON | MEX | CAN | DET | FRA | GBR | GER | HUN  | BEL | ITA | POR | ESP | JPN | AUS  | 0        | NC   |
| 1988年 | オゼッラ・スクアドラ・コルセ | オゼッラ 890T V8 tc | G      | 21  | ニコラ・ラリーニ |     | EX  | 9   | DNQ | DNQ | Ret | Ret | 19  | Ret | DNPQ | Ret | Ret | 12  | Ret | Ret | DNPQ | 0        | NC   |

## 参照
1. ↑  Osella FA1L Stats F1
2. ↑  Mexican Grand Prix - OVERALL QUALIFYING Formula1.com 1988年5月29日